# Parathelypteris nipponica
Parathelypteris nipponica là một loài thực vật có mạch trong họ Thelypteridaceae. Loài này được (Franch. & Sav.) Ching mô tả khoa học đầu tiên năm 1963.